# Eight-to-fourteen modulation
eight-to-fourteen modulation (EFM) は、コンパクトディスク(CD)、レーザーディスク(LD)、およびHi-MD以前のミニディスク(MD)で使用されているデータ符号化技術（正式には伝送路符号）である。日本語においてはEFM変調と表記されることもあるが、"modulation"が既に変調の意味である。
関連する符号化として、DVDやスーパーオーディオCD(SACD)で使われているEFMPlusがある。
EFMとEFMPlusはどちらもケイス・スホウハメル・イミンクによって発明された。欧州特許庁の元長官のブノワ・バティステリは、「イミンクのEFMの発明は、デジタル革命に決定的な貢献をした」と述べている。

## 技術的な分類
EFMは直流バイアスのないRLL符号化に分類される。これは以下の2つの特性を持つ。
- 符号化されたシーケンスのスペクトル（電力密度関数）が低周波端で消える。
- 同じ種類の連続するビットの最小数と最大数が指定された範囲内に収まる。

光記録システムでは、サーボ機構は半径方向、焦点方向、回転速度の3次元でトラックを正確に追跡する。ほこり、指紋、小さな引っかき傷などの日常的な取り扱いによる損傷は、取得されるデータに影響を与えるだけでなく、サーボ機能も破壊する。場合によっては、サーボがトラックをスキップしたり、動けなくなることもある。特定のピットとランドのシーケンスは特にディスク欠陥の影響を受けやすいので、そのようなシーケンスが発生しないようにすれば、ディスクの再生可能性が改善され得る。EFMを使用することで、取扱いに非常に強いディスクを製造することができ、非常に効率的な方法で工学上の課題が解決される。

## 動作原理
EFMでは、格納されるデータはまず8ビットのブロックに分割される。それぞれの8ビットブロックは、ルックアップテーブルによって対応する14ビットの符号化ワードに変換される。
変換後の14ビットワードは、二進数の2つの"1"の間に最小で2個、最大で10個の"0"が必ず入るように選択されている。これは、ビットがNRZ(I)で符号化されているためである。すなわち、ランドからピットまたはピットからランドへ変化する箇所を"1"、変化のない箇所を"0"としてディスクに記録される。元の符号が"0011"の場合、その前の記録がピットならば"PPLP"、ランドならばその逆の"LLPL"として記録される（ここで、"P"はピット、"L"はランドを表す）。2つの"1"の間に2つの連続した"0"がある場合、ピットまたはランドが3つ連続する。例えば、"010010"は"PLLLPP"（または"LPPPLL"）として記録される。EFMシーケンス"000100010010000100"は"PPPLLLLPPPLLLLLPPP"（またはその逆）として記録される。
EFMでは2つの"1"の間に少なくとも2つの"0"があることが保証されているので、全てのピットとランドは少なくとも3ビットクロックサイクルの長さであることが保証される。この特性は、再生機構に使用される光ピックアップに対する要求を減らす（明暗が激しく変化することがない）ので非常に有用である。連続する"0"が最大でも10個であることが保証されているので、再生機器が最悪の条件の場合でもクロック回復を確実にする。
EFMでは、隣接する14ビットワード間に3ビットのマージンビットが置かれる。これは復号には必要ではないが、指定された最小・最大ランレングス制約に違反することなく連続したコードワードが連結できることを保証する。それらはまた符号化されたシーケンスのDCバランスを維持するために選択される。従って、8ビットのデータを符号化するには17ビットのディスクスペースが必要となる。

## EFMPlus
EFMPlusは、DVDやSACDで使用される符号化技術である。
EFMPlusのエンコーダは、4つの状態を有する決定性有限オートマトンに基づいており、8ビットの入力ワードを16ビットのコードワードに変換する。有限状態機械エンコーダによって生成された二進数シーケンスは、連続する"1"の間に最小で2個、最大で10個の"0"を有する。これは従来のEFMと同じであるが、従来のEFMのようなマージンビットはない。
EFMPlusは、記憶容量をユーザーバイトあたり1チャンネルビット削減することで、記憶容量を1/16 = 6.25％増加させる。EFMPlus生成シーケンスの復号は、長さ2のスライディングブロックデコーダによって達成される。すなわち、入力ワードのシーケンスを一意に再構成するためには2つの連続するコードワードが必要となる。